# 東別所町 (太田市)
東別所町（ひがしべっしょちょう）は、群馬県太田市にある地名（町丁）。郵便番号は373-0815。

## 概要
九合地区にある町丁。

## 地理
南部は埼玉県と接している。

### 東別所町内の区
東別所町（九合地区）の行政区の一覧。
| 地区     | 行政区   | 読み                 | 区域         |
| -------- | -------- | -------------------- | ------------ |
| 九合地区 | 東別所町 | ひがしべっしょちょう | 東別所町全域 |

### 近隣町丁
- 飯塚町
- 東矢島町
- 朝日町

## 世帯数と人口
2022年（令和4年）3月31日現在の世帯数と人口は以下の通りである。
| 町丁     | 世帯数   | 人口   |
| -------- | -------- | ------ |
| 東別所町 | 1458世帯 | 3207人 |

## 小・中学校の学区
市立小・中学校に通う場合、学区は以下の通りとなる。
| 番地 | 小学校           | 中学校           |
| ---- | ---------------- | ---------------- |
| 全域 | 太田市立旭小学校 | 太田市立旭中学校 |

## 交通

### 鉄道
町内に鉄道は通っていない。

### 道路
- 国道354号

## 施設
- 市営東別所団地